# Romang (eiland)
Romang (Roma, Indonesisch: Pulau Romang) is een van de Indonesische
Barat Daya-eilanden (Zuidwestelijke eilanden) in de Bandazee.

## Geografie
Romang ligt ten oosten van Wetar en de Straat van Romang. Ten zuiden liggen de Leti-eilanden en Kisar. Naar het oosten ligt Damar. Romang behoort tot de Binnen Banda boog. Verder wordt Romang omringd door een aantal kleinere eilandjes. In het noordwesten is Njata, en aan de oostkant Mitan, Tellan, Limtutu, Laut, Kital, Maopora en Djuha.
Romang behoort tot het Kecamantaanse subdistrict Pulau-Pulau Terselatan, van het Kabupaten regentschap Zuidwest-Molukken (Maluku Barat Daya), in de provincie Maluku.

## Bevolking
De drie bestuurlijke Desa van het eiland zijn de dorpen Hila (bevolking 2010: 1262), Jerusu (2138) en Solath (484).
In de omgeving van Jerusu wordt de Malayo-Polynesische taal Romang gesproken. In 1991 waren er 1.700 sprekers van deze taal

## Economie
Op Romang komen verschillende afzettingen van waardevolle metalen voor, waaronder koper, goud, lood, zilver, zink en mangaan.